# St. Johannes (Oberspier)

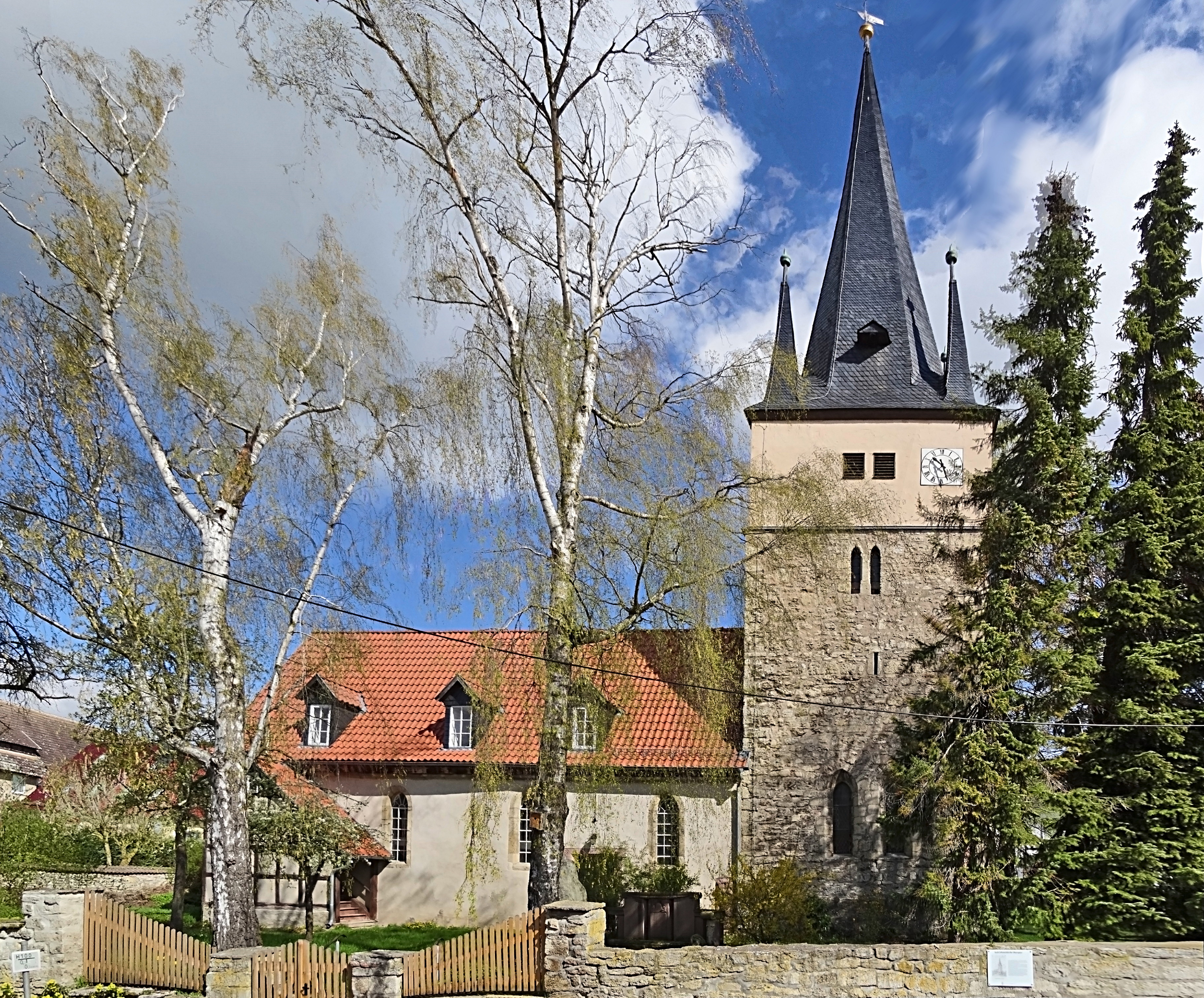
St. Johannes

Die evangelisch-lutherische, denkmalgeschützte Kirche St. Johannes steht in Oberspier, einem Ortsteil der Stadt Sondershausen im Kyffhäuserkreis in Thüringen. Die Kirchengemeinde Oberspier gehört zum Pfarrbereich Sondershausen II im Kirchenkreis Bad Frankenhausen-Sondershausen der Evangelischen Kirche in Mitteldeutschland.

## Beschreibung

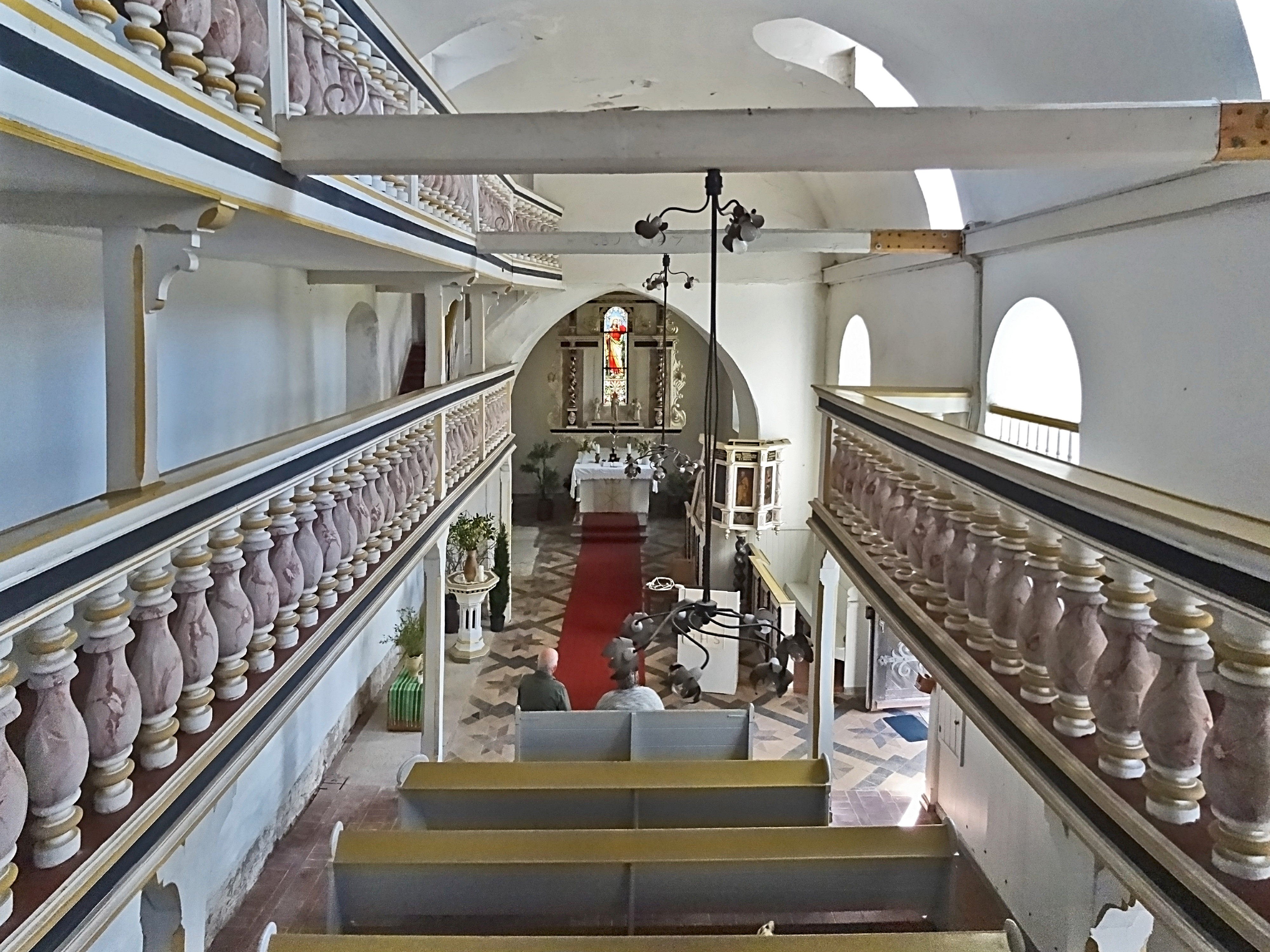
Innenansicht

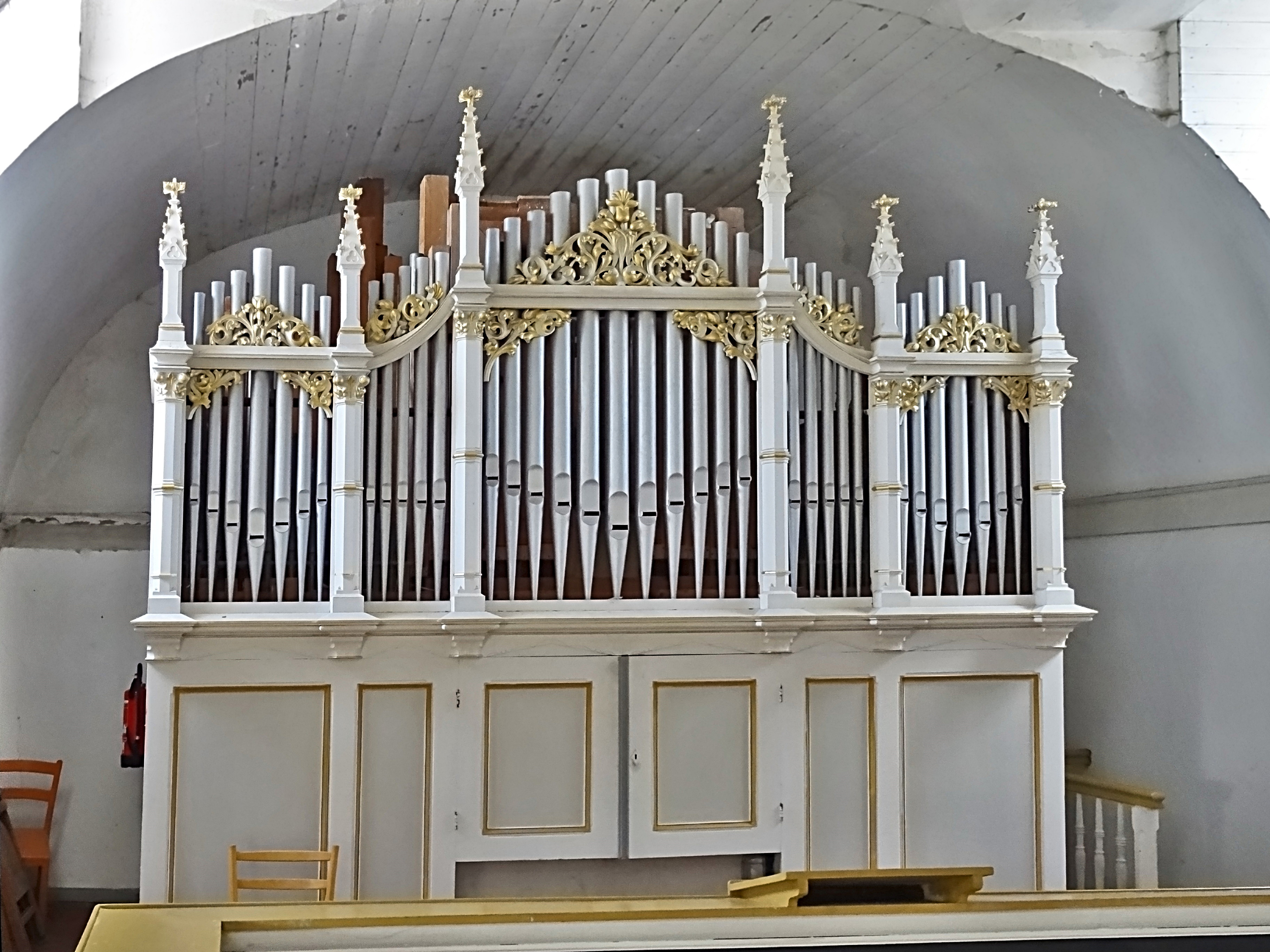
Die Orgel

Die Kirche stammt im Wesentlichen aus der Mitte des 17. Jahrhunderts, auf einem Zuganker im Innenraum steht die Jahreszahl 1647. Die Saalkirche wurde 1778 durchgreifend erneuert. Ihr auf einen älteren Vorgänger aus dem 15. Jahrhundert zurückgehender Chorturm hat spitzbogige, an der Südseite gekuppelte Klangarkaden. Der Turm trägt ein Pyramidendach, flankiert von Ecktürmchen. Das Langhaus ist mit einem Satteldach mit Dachgauben bedeckt. Im Süden befindet sich ein Fachwerkanbau, der die Treppe zu den Emporen enthält. Das tonnengewölbte Kirchenschiff hat dreiseitige Emporen mit Brüstungen aus Balustern. Der Chor im Erdgeschoss des Turms ist kreuzgratgewölbt. Kirchenschiff und Chor sind durch einen spitzbogigen Triumphbogen verbunden. Zur Kirchenausstattung gehören ein Altarretabel mit gewundenen Säulen aus der Zeit um 1660 und eine Kanzel, mit 1664 datiert. Das Hauptfenster im Chor zeigt eine Darstellung von Jesus Christus, geschaffen um 1900. Die Orgel mit 14 Registern, verteilt auf 2 Manuale und Pedal, wurde 1903 von Karl Friedrich Otto Petersilie gebaut.
Um 1984 wurde die Turmspitze neu eingedeckt. Innen fanden Renovierungen 1978 und um 1990 statt.